# 충남함 (FFG-828)
충남함(FFG-828)은 대한민국 해군의 차기 호위함인 충남급 호위함(울산급 Batch-III)의 1번함이다. 미니 이지스함이라고도 불리며 함명은 2017년 퇴역한 울산급 호위함 충남함을 이어받았다. 대잠능력이 대폭 개선되고 국내 기술로 개발한 다기능 위상배열레이더가 탑재되었으며 2024년 12월 해군에 인도될 예정이다.